# Sien-jang
Sien-jang (čínsky pchin-jinem Xiányáng, znaky 咸阳) je městská prefektura v Čínské lidové republice, kde patří do provincie Šen-si. Celá prefektura má rozlohu 10 324 čtverečních kilometrů a roku 2020 měla téměř pět milionů obyvatel, z toho jich zhruba milion žil ve městě.

## Poloha a doprava
Sien-jang leží v provincii Šen-si na řece Wej-che, jen několik kilometrů západně proti proudu od Si-anu. Prefektura jako taková hraničí na jihu se Si-anem, na západě s prefekturou Pao-ťi, na severozápadě s provincií Kan-su, na severu s Jen-anem a na východě s Tchung-čchuanem a s Wej-nanem.
Na území prefektury přibližně 13 kilometrů severovýchodně od jejího centra se nachází mezinárodní letiště Si-an Sien-jang, hlavní letiště pro Si-an i vzdálenější okolí, nejrušnější letiště celé Severozápadní Číny. Na letiště vede jedna z linek sianského metra.

## Dějiny
Město bylo zvlášť významné během Období válčících států, kdy se roku 350 př. n. l. stalo hlavním městem království Čchin. Posléze bylo i hlavním městem Číny za krátké vlády dynastie Čchin.

## Administrativní členění
Městská prefektura Sien-jang se člení na čtrnáct celků okresní úrovně, a sice tři městské obvody, dva městské okresy a devět okresů.
| Čchin-tu Jang-ling Wej-čcheng městský okres · Sing-pching městský okres · Pin-čou okres · San-jüan okres · Ťing-jang okres · Čchien okres · Li-čchüan okres · Jung-šou okres · Čchang-wu okres · Sün-i okres · Čchun-chua okres · Wu-kung |        |                       |                    |                                  |
| Název | Název  | Počet obyvatel (2020) | Rozloha km² (2020) | Hustota zalidnění (obyv. na km²) |
| český přepis | znaky  | Počet obyvatel (2020) | Rozloha km² (2020) | Hustota zalidnění (obyv. na km²) |
| Městské obvody |        |                       |                    |                                  |
| Čchin-tu | 秦都区 | 834 374               | 259                | 3 217                            |
| Jang-ling | 杨陵区 | 253 871               | 133                | 1 914                            |
| Wej-čcheng | 渭城区 | 480 334               | 269                | 1 787                            |
| Městské okresy |        |                       |                    |                                  |
| Sing-pching | 兴平市 | 494 887               | 509                | 973                              |
| Pin-čou | 彬州市 | 300 226               | 1 182              | 254                              |
| Okresy |        |                       |                    |                                  |
| San-jüan | 三原县 | 357 250               | 577                | 619                              |
| Ťing-jang | 泾阳县 | 460 108               | 777                | 492                              |
| Čchien | 乾县   | 456 680               | 1 000              | 457                              |
| Li-čchüan | 礼泉县 | 365 555               | 1 011              | 362                              |
| Jung-šou | 永寿县 | 160 230               | 888                | 181                              |
| Čchang-wu | 长武县 | 148 404               | 570                | 260                              |
| Sün-i | 旬邑县 | 211 932               | 1 774              | 120                              |
| Čchun-chua | 淳化县 | 141 756               | 985                | 144                              |
| Wu-kung | 武功县 | 317 733               | 392                | 811                              |
| |        |                       |                    |                                  |
| Celkem | Celkem | 4 983 340             | 10 324             | 483                              |